# Commanderij Bekkevoort

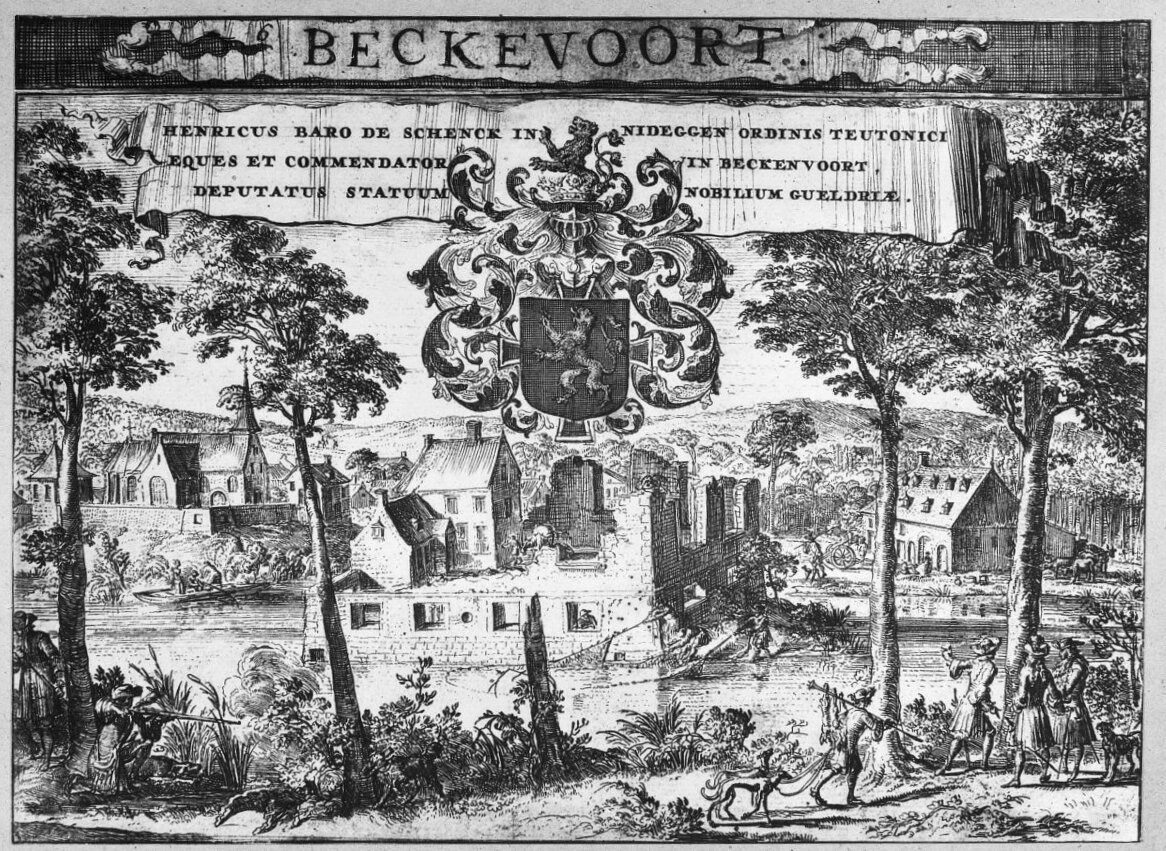
Ets door Romeyn de Hooghe.

De commanderij Bekkevoort, gelegen in de plaats Bekkevoort was van 1229 tot 1796 een van de twaalf commanderijen in de balije Biesen van de Duitse Orde en was daarmee ondergeschikt aan de landcommanderij Alden Biesen in Bilzen.

## Situering
De commanderij stond onder het gezag van de landcommandeur van Alden Biesen. Ze ontstond in 1229-30 dankzij een schenking van Willem van Bekkevoort en Arnold van Diest. De ridders van de Duitse Orde breidden hun allodium verder gestaag uit.
Het dorp Bekkevoort is in 1230 ontstaan dankzij de Teutoonse of Duitse Orde. De parochiepriesters van Bekkevoort waren allen priesters van de Duitse Orde. De commanderij werd verwoest in de godsdienstoorlogen in de jaren 1560-66  en verviel in 1700 grotendeels tot een ruïne. Het omliggend domein bleef wel een gegeerd jachtgebied voor de ordeleden.
Van de oorspronkelijke gebouwen rest alleen een verbouwde puntgevel met vlechtingen. Van het interieur, verwerkt in het huidige 19de-20ste-eeuwse hoofdgebouw, is nog een vrij ruim vertrek bewaard gebleven, verfraaid met sober stucwerk uit de tweede helft van de 18de eeuw.
De Bekkevoortse commandeur had een refugehuis in Diest vanaf 1448 tot 1626. In 1652 verhuisde hij definitief naar Diest.

## Lijst van decommandeursvan Bekkevoort
| Jaar        | Naam                                                                   | Opmerkingen                                                                                |
| ----------- | ---------------------------------------------------------------------- | ------------------------------------------------------------------------------------------ |
| 1348, 1349  | Gerardus van Havert                                                    |                                                                                            |
| 1445        | Johannes Bruninck de Bruyschem                                         |                                                                                            |
| in 1484     | Willem van Tzevel/van 't Zievel                                        | 1440- Jungen Biesen overlappend                                                            |
| 1561–1570   | Goyart van Aer                                                         |                                                                                            |
| 1683-1687   | Freiherr Wilhelm Dietrich von Kolff zu Vettelhoven                     | 1677- Sint-Pieters-Voeren; 1682- Oerdingen en Holt; 1687– Jungen Biesen; 1691- Siersdorf   |
| 1780?-1787? | Freiherr Franz Joseph Johann Nepomuk Fidelis von Reischach (1730–1807) | 1767- Ramersdorf; 1773- Gruitrode; 1778- Jungen Biesen; 1787- Landcommandeur Alden Biesen. |
| 1784-       | Freiherr Franz Nikolas von Kolff zu Vettelhoven (1723–)                | 1767- Ramersdorf; 1773- Sint-Pieters-Voeren; 1780 Jungen Biesen                            |